# Gabi Correa
Carlos Gabriel Correa Viana, alias Gabi Correa (Montevideo, Uruguay, 13 de enero de 1968) es un exfutbolista y entrenador de la UD Los Garres de la Tercera división de España uruguayo.

## Trayectoria

### Como jugador[1]
Gabi Correa como jugador se formó en las categorías inferiores del CA River Plate uruguayo. Dio el salto a Europa en 1990, al Real Murcia CF, donde jugó tres años. Tras un año en el Real Valladolid fichó por el CP Mérida, en 1998 fichó por el Sevilla FC y después por el Hércules CF donde se retiró en 2001.
Juró la Constitución Española el 10 de noviembre de 1997. El CP Mérida-Sporting (1-0) celebrado el 12 de noviembre de 1997 fue el primer partido que jugó como español.
Debutó en Primera División de España con el Real Valladolid CF el 5 de septiembre de 1993, en José Zorrilla frente al Real Sporting de Gijón (0-1). Debutó con el Sevilla FC el 30 de agosto de 1998, ante el CD Ourense en el Ramón Sánchez Pizjuán (3-0), jugó los 90 minutos. En agosto de 1999 fue operado de un tendón de Aquiles y estuvo varios meses de baja.
Fichó por el Hércules CF en septiembre de 2000 tras superar un periodo de prueba. Al inicio de la temporada 2000/01 sufrió una lesión de gemelo que le mantuvo apartado de los terrenos de juego durante tres meses. Tras su recuperación jugó varios partidos en una temporada muy discreta para el equipo herculano en la que finalizó en 11ª posición. Tras concluir la temporada el jugador hispano-uruguayo abandonó la práctica del fútbol en activo.

### Como entrenador
Sus primeros pasos como entrenador los realizó en las categorías inferiores del Real Murcia CF como el Juvenil A de División de Honor Juvenil. Debutó como segundo entrenador en el Real Murcia CF en 2005 y cuando el club destituye a Juan Martínez Casuco se hace cargo del equipo en el partido contra el CD Tenerife, tras el cual el club contrata a Sergio Kresic, volviendo Correa a su puesto con el equipo juvenil. En 2006 ficha por el AD Mar Menor-San Javier y tras la desaparición de este, por el Caravaca CF. Tras una gran temporada donde rozó el ascenso firmó con el Lorca Deportiva CF de Segunda División B. El 19 de octubre de 2008 es cesado en el equipo lorquino tras un pobre bagaje de 2 victorias, 3 empates y 4 derrotas.
Más tarde entrenaría a una gran cantidad de equipos de la Tercera División española tanto el grupo XIII como en el grupo V.

## Selección nacional
Ha sido internacional con la Selección de fútbol de Uruguay en 19 encuentros, materializando 2 goles. Participó en el Mundial de Italia 1990 donde Uruguay cayó eliminada en octavos de final contra la selección anfitriona.

### Participaciones en Copas del Mundo
| Mundial                        | Sede   | Resultado   |
| ------------------------------ | ------ | ----------- |
| Copa Mundial de Fútbol de 1990 | Italia | 8° de final |

## Clubes

### Como jugador
| Club               | País    | Año       |
| ------------------ | ------- | --------- |
| CA River Plate     | Uruguay | 1988-1990 |
| Real Murcia CF     | España  | 1990-1993 |
| Real Valladolid CF | España  | 1993-1994 |
| CP Mérida          | España  | 1994-1998 |
| Sevilla FC         | España  | 1998-1999 |
| Hércules CF        | España  | 1999-2001 |

### Como entrenador
| Club                                | País   | Año       |
| ----------------------------------- | ------ | --------- |
| Real Murcia CF                      | España | 2006      |
| AD Mar Menor-San Javier             | España | 2006-2007 |
| Caravaca CF                         | España | 2007-2008 |
| Lorca Deportiva CF                  | España | 2008      |
| Costa Cálida Club de Fútbol Juvenil | España | 2010-2011 |
| Real Murcia CF Juvenil              | España | 2011-2013 |
| UCAM Murcia Club de Fútbol          | España | 2013-2014 |
| Orihuela Club de Fútbol             | España | 2015-2016 |
| Club Deportivo Torrevieja           | España | 2016      |

## Palmarés

### Campeonatos nacionales

#### Como jugador
| Título             | Club           | País   | Año     |
| ------------------ | -------------- | ------ | ------- |
| Segunda División B | Real Murcia CF | España | 1992/93 |
| Segunda División   | CP Mérida      | España | 1994/95 |
| Segunda División   | CP Mérida      | España | 1996/97 |

## Vida personal
Su hija Yannel es igualmente futbolista y actualmente juega para el Real Oviedo femenino.